# Вездеходный залив
Вездехо́дный — залив Моря Лаптевых на северо-восточном побережье Таймыра. Вдается с севера в берег Прончищева, образуя полуостров Борисовский; на севере соединяется с проливом Мурманец моря Лаптевых. Длина более 30 километров, ширина до 12 километров в северной части. Наибольшая глубина 15 метров отмечена у западного берега. Имеется несколько бухт: Плавниковая, Посадочная и др. Напротив залива лежит остров Южный, относящийся к группе островов Петра. Остров Дозорный лежит у западного берега. С юга впадает река Вездеходная. Большую часть года покрыт льдом. Ландшафт побережья представляет собой арктическую тундру.
Впервые исследован Харитоном Лаптевым 16 августа 1739 года во время экспедиции на дубель-шлюпке «Якуцк» и назван Петровской губой.